# Proctacanthella cacopiloga
Proctacanthella cacopiloga là một loài ruồi trong họ Asilidae. Proctacanthella cacopiloga được Hine miêu tả năm 1909.